# Danmarks Sportsdanserforbund
Danmarks Sportsdanserforbund (forkortelse DS) er et forbund af danske sportsdansere. Forbundet blev stiftet 17. juni 1969, og består af 296 sportsdanserforeninger med samlet 22.239 medlemmer (2008).
DS er medlem af det internationale amatørdanserforbund, World Dance Sport Federation (WDSF), samt Danmarks Idræts-Forbund (DIF) siden 1972. Forbundet har desuden følgende associerede medlemmer: Danske Folkedansere, Dansk Senior Dans, Forbundet Traditionel Square & Contra Dance i Danmark og Dansk Rock'n Roll Union.
DS arrangerer årligt ranglisteturneringer, Sjællandsmesterskaber, Jysk-fynske mesterskaber i standarddans, latinamerikansk dans og ti-dans. DM i standard og latinamerikansk danses i syv aldersgrupper: børn 1 (8-10 år), børn 2 (10-12 år), junior 1 (12-14 år), junior 2 (14-16 år), ynglinge (16-19 år), voksne (over 19 år) og seniorer (over 35 år). Danske sportsdansere har altid været iblandt verdenseliten, og adskillige par er blevet verdensmestre. Se liste over VM og EM medaljevindere under sportsdans.